# Vlora (Schiff)
Die Vlora war ein Frachter der albanischen Staatsreederei DrejtFlot. Er wurde 1960 in Italien in Dienst gestellt. Bekannt wurde das Schiff, als mit ihm im August 1991 über 10.000 Menschen über die Adria nach Bari flüchteten.

## Bau und Betrieb
Im Sommer 1959 wurde in der Werft Cantieri Navali Riuniti in Ancona mit dem Bau des Frachtschiffs begonnen. Es war ein Frachtschiff für verschiedene feste Ladungen und Container. Nach dem Stapellauf am 4. Mai 1960 wurde das Schiff im Juni 1960 von der Società Ligure di Armamento in Dienst genommen. Das Schiff fuhr unter dem Namen Ilice und hatte drei Schwesterschiffe: Ninny Figari, Sunpalermo und Fineo.
1961 wurde die Ilice für rund vier Millionen US-Dollar an die staatlich kontrollierte, chinesisch-albanische Transportgesellschaft CHAL Ship Company verkauft. Sie wurde nach der albanischen Hafenstadt Vlora umbenannt und lief mit Heimathafen Durrës unter albanischer Flagge. Im selben Jahr war es zum Abbruch der sowjetisch-albanischen Beziehungen gekommen, und Albanien hatte mit China mehrere bilaterale Handelsvereinbarungen abgeschlossen.
Die Vlora gehörte zu den vier größten Frachtschiffen der albanischen Handelsflotte. Zu den drei Frachtern der CHAL Ship Company gehörte neben einem chinesischen Schiff noch die fast gleich große und gleich alte Shkodra. Die 1972 in Polen gebaute Tirana war leicht kleiner. Die Arbëria, 1975 in Schweden gebaut, war mit Abstand das größte Schiff der Flotte. Mit der Vlora sollen heimlich, versteckt unter normaler Handelsware, auch Raketen aus China nach Albanien transportiert worden sein.

## Überfahrt nach Bari im August 1991

### Massenflucht
1990 kam es in Albanien zu ersten Unmutsäußerungen gegenüber dem kommunistischen Regime der Partei der Arbeit Albaniens. Nachdem im Sommer Tausende Zuflucht in ausländischen Botschaften gesucht hatten und so ihre Ausreise erlangen konnten, kam es im Dezember in Tirana zu Studentenprotesten, die den Sturz des Einparteienregimes einläuteten. Trotz den ersten Mehrparteienwahlen im März 1991, bei denen die Kommunisten ihren letzten Sieg erzielen konnten, verschärfte sich die Krise im Land. So kam es 1991 zu einem Zusammenbruch bei der Versorgung und Handel.
Immer mehr Albaner flohen aus ihrer Heimat. Allein im März 1991 erreichten über 20.000 Albaner süditalienische Adriahäfen wie Brindisi und Otranto. Eine zweite Flüchtlingswelle erreichte Italien im Juni. In Apulien gingen aus Rom daraufhin vage Direktiven ein, diesen Zufluss zu stoppen. Immer mehr Medien griffen das Thema auf. In Italien wurde ein Einreiseverbot verhängt. In Albanien wurden die Häfen vom Militär kontrolliert. Trotzdem setzten Tausende von Albanern im August 1991 auf alten Schiffen nach Italien über, einige fuhren bis Sizilien und Malta.
Am 7. August 1991 entlud die Vlora im Hafen von Durrës Zucker aus Kuba. In der Bevölkerung verbreitete sich die Information, dass das unbewachte Schiff eine Möglichkeit böte, um über die Adria nach Italien zu gelangen. Mehr als zehntausend Menschen machten sich aus politischer Frustration, Armut, Hunger und dem Wunsch nach einem besseren Leben spontan auf den Weg, überrannten die Sicherheitskräfte im Hafen und besetzten die Vlora. Kapitän Halim Milaqi hatte keine Erfahrung mit Passagieren, und sein Schiffsantrieb benötigte eine Reparatur, aber er wurde unter Gewaltanwendung gezwungen, mit dem völlig überladenen Schiff mit knappem Trink- und Kühlwasser auszulaufen. Er wollte vermeiden, dass unerfahrene Personen den Frachter und die Menschen gefährden könnten, und entschied, Kurs auf den Hafen von Brindisi zu nehmen. Das überladene Schiff fuhr lediglich mit den Hilfsmotoren und war entsprechend langsam unterwegs. Schon bald wurde die Vlora von der italienischen Küstenwache und Helikoptern der Finanzpolizei zur Umkehr aufgefordert. In Brindisi wurde das Schiff am frühen Morgen des 8. Augusts abgewiesen. Schließlich erreichte es nach rund 36 Stunden ohne Wasser, Nahrung und in der prallen Sommersonne den Hafen von Bari. Zwar war die Hafeneinfahrt blockiert und man forderte den Kapitän auf umzukehren, er berief sich aber auf Kinder und kranke Personen an Bord und technische Probleme mit dem Schiff. Erste Medien berichteten von 11.000 Personen auf dem Schiff, spätere Quellen sprachen von bis zu 20.000. Die Menge belegte eng gepackt jeden erdenklichen Ort auf der Vlora.

### Empfang in Bari

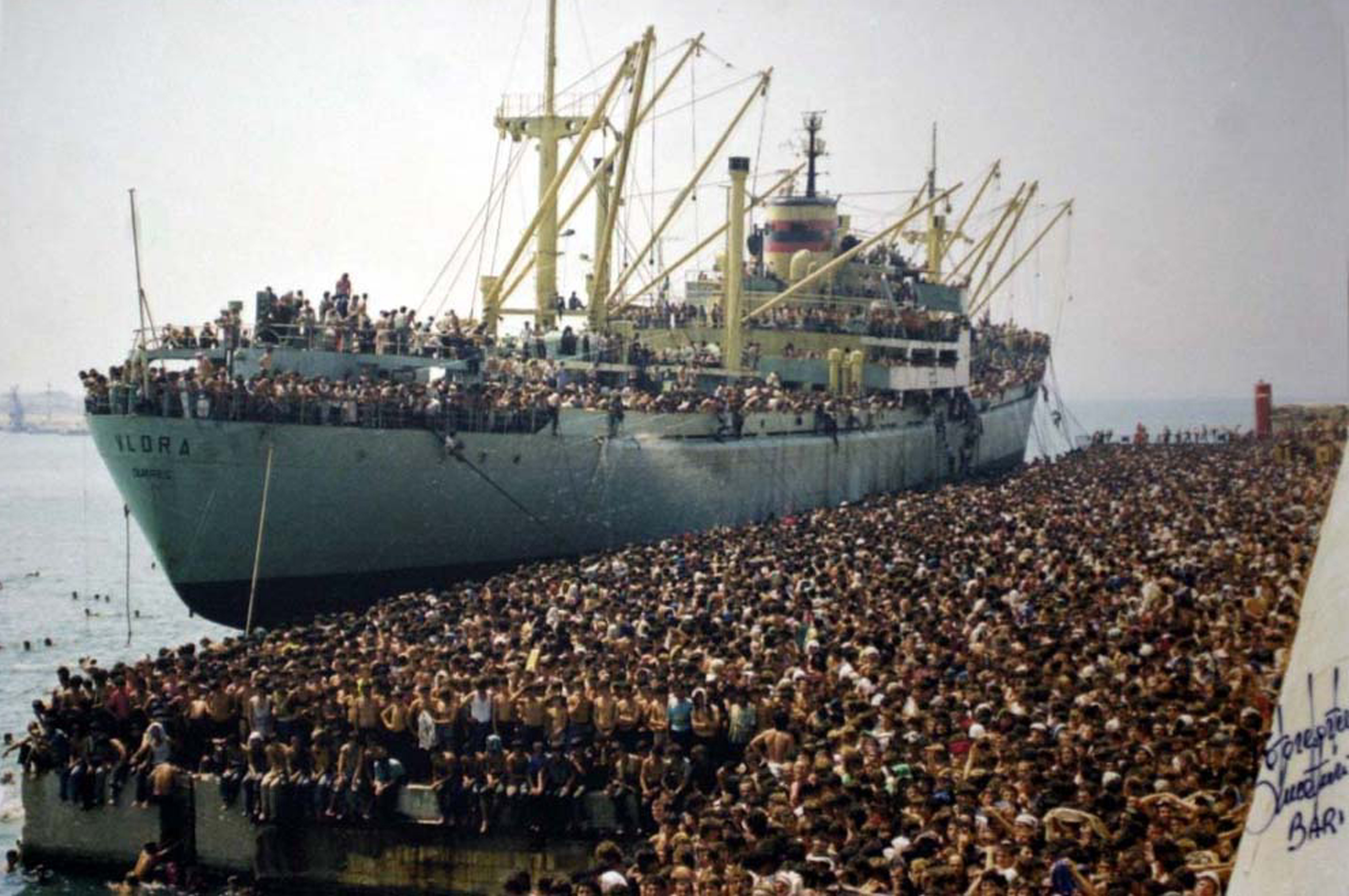
Das Schiff und Flüchtlinge am 8. August im Hafen von Bari

Nachdem das Schiff im Hafen angelegt hatte, wurden sie auf dem Pier blockiert. Viele Albaner sprangen von Bord und konnten illegal in Italien untertauchen. Unter den Tausenden von Menschen im Hafen und dem Schiff kam es zu Unruhen.
Die lokalen Behörden waren auf die Massenflucht nicht vorbereitet. Grundsätzlich waren die örtliche Bevölkerung und Behörden gegenüber den Ankömmlingen freundlich eingestellt. Bürgermeister Enrico Dalfino konnte aber nur eine mangelhafte Versorgung und Betreuung der Ankömmlinge improvisieren. Das Innenministerium wollte die Flüchtlinge möglichst schnell nach Albanien zurückbringen, was aber nicht durchführbar war. Es wurde deshalb entschieden, die Flüchtlinge vorübergehend ins ungenutzte alte Stadio della Vittoria zu bringen. Vom 8. bis 14. August wurden die meisten Migranten im Stadion festgehalten. Aufgrund der weiterhin mangelhaften Versorgung und Betreuung kam es zu Unruhen. Innerhalb des Stadions übernahmen organisierte Banden die Kontrolle, so dass es von der Polizei hermetisch abgeriegelt wurde. Die Menschen wurden mit Helikoptern und von Kränen, von denen Lebensmittel abgeworfen wurden, versorgt. Immer wieder versuchten Flüchtlinge, den Polizeikordon zu durchbrechen und aus dem Stadion zu fliehen.

### Rückführung
Präsident Francesco Cossiga, Innenminister Vincenzo Scotti und Polizeichef Parisi besuchten daraufhin Bari. Sie stellten sich nicht hinter die humanitären lokalen Hilfsmaßnahmen, sondern Cossiga verlangte die Abberufung des Bürgermeisters. Das italienische Parlament beschloss neben Hilfe für Albanien (siehe Operation Pelikan), die Migranten ohne individuelle Anhörung kollektiv zurückzuweisen (respingimento), was von Amnesty International kritisiert wurde. Mit Militärflugzeugen und konfiszierten Fähren wurden die Passagiere der Vlora und weitere albanische Migranten nach Albanien zurückgebracht. Enrico Dalfino blieb danach ein sehr beliebter Bürgermeister von Bari, aber albanische Migranten wurden nicht mehr wie 1990 institutionell als Flüchtlinge aus einem kommunistischen Land willkommen geheißen, sondern – von den Medien bestärkt – als gewaltbereite Bettler wahrgenommen, die man verpflegen und säubern müsse.

## Weitere Nutzung und Abwrackung
Die Vlora wurde 45 Tage später von Bari zurück nach Albanien gebracht. Bis ins Jahr 1995 wurde sie noch als Frachtschiff genutzt.
1996 wurde die Vlora aus dem Schiffsregister gestrichen. Im August 1996 wurde in Aliağa in der Türkei mit der Abwrackung des Schiffs begonnen.

## Rezeption
„Bei uns im Norden waren es die Fernsehbilder der übervollen Frachter 1991 auf dem Weg nach Brindisi und Bari, der hohläugigen, schweigsamen Massen an den Kais, die auf Jahre hinaus das Albanienbild prägten.“

Auch in Albanien stehen die Bilder der überfüllten Vlora für die Massenemigration zu Beginn der 1990er Jahre, die als „großer Exodus“ (eksodi i madh) oder einfach nur mit „Exodus“ bezeichnet wird.

### Bilder im falschen Kontext
Die Aufnahmen der überfüllten Vlora und des überfüllten Piers wurden wiederholt in den Medien anderen Kontexten zugeschrieben. Rechte migrationsfeindliche Gruppen ordneten die Bilder der Flüchtlingskrise 2015 zu, während migrationsfreundliche Gruppen sie als Flüchtlingsbilder des Zweiten Weltkrieges bezeichneten.

### Kunst
Die Ereignisse von 1991 und insbesondere um die Vlora inspirierten den italienischen Regisseur Gianni Amelio zu seinem Film Lamerica (1994). Für die Dreharbeiten wurde aber das Frachtschiff Partizani verwendet. Auch weitere Filme widmeten sich dem Thema:
- Kurzfilm Vlora 1991 von Roberto De Feo (2004)
- Dokumentarfilm La Nave Dolce von Daniele Vicari (2012)

In Bari wurde eine Skulptur von Ledi Shabani errichtet, die an die Ereignisse vom August 1991 erinnert.
2021 wurde in Durrës zum 30-jährigen Jahrestag der Ereignisse ein Denkmal der italienischen Künstlerin Jasmine Pignatelli eingeweiht. In Bari soll ein künstlerisches Gegenstück errichtet werden.

### Sonstiges
1965 erschien eine albanische Briefmarke (Michelkatalog AL 1008) im Wert von 50 Qindarkë mit einer Abbildung der Vlora.